# Wilhelm Lauche
Wilhelm Lauche (Gartow, 21 maggio 1827 – 12 settembre 1883) è stato un agronomo tedesco.

## Biografia
Wilhelm Lauche fu orticoltore, agronomo, pomologo e dendrologo.

## Bibliografia

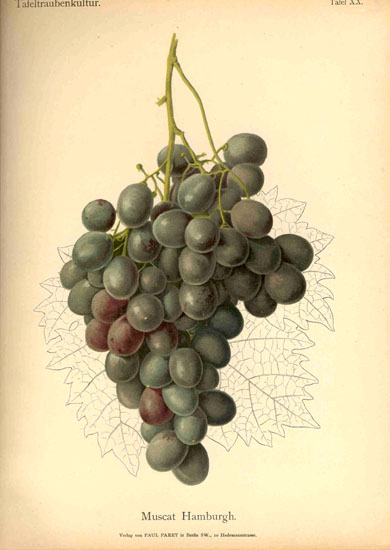
Abbildung Muscat Hamburgh aus Handbuch der Tafeltraubenkultur